# Liga Narodów UEFA Kobiet (2023/2024)/Grupa C5
W Grupie C5 Ligi Narodów Kobiet 2023/24 brały udział następujące zespoły:
- Bułgaria
- Kosowo
- Macedonia Północna

## Tabela
| Zespół             | Pkt | M | W | R | P | Br+ | Br− | +/− |
| ------------------ | --- | - | - | - | - | --- | --- | --- |
| Kosowo             | 10  | 4 | 3 | 1 | 0 | 10  | 2   | +8  |
| Bułgaria           | 5   | 4 | 1 | 2 | 1 | 4   | 7   | -3  |
| Macedonia Północna | 1   | 4 | 0 | 1 | 3 | 3   | 8   | -5  |

## Wyniki
| 22 września 2023 15:00 CET | Macedonia Północna | 0:1(0:1)Raport | Bułgaria · 4' Stankova | Petar Miloševski Training Centre, Skopje Widzów: 200 Sędzia: Miriama Bočková |
|                            |                    |                |                        |                                                                              |

| 26 września 2023 17:00 CET | Bułgaria | 0:0(0:0)Raport | Kosowo | Stadion Łokomotiw, Płowdiw Widzów: 223 Sędzia: Lovisa Johansson |
|                            |          |                |        |                                                                 |

| 27 października 2023 13:00 CET | Macedonia Północna | 0:2(0:2)Raport | Kosowo · 20' Limani · 41' Metaj | Petar Miloševski Training Centre, Skopje Widzów: 170 Sędzia: Michaela Pachtova |
|                                |                    |                |                                 |                                                                                |

| 31 października 2023 CET | Kosowo · Halilaj 7' (k) · Memeti 14' · Biqkaj 34' | 3:1(3:0)Raport | Macedonia Północna · 90' Cokleska | Stadion im. Fadila Vokrriego, Prisztina Widzów: 300 Sędzia: Silvia Domingos |
|                          |                                                   |                |                                   |                                                                             |

| 1 grudnia 2023 13:00 CET | Kosowo · Halilaj 39' · Metaj 58' · Uka 71' · Memeti 84', 89' | 5:1(1:1)Raport | Bułgaria · 26' Ivanova | Stadion Miejski, Podujevo Widzów: 120 Sędzia: Meliz Özçiğdem |
|                          |                                                              |                |                        |                                                              |

| 5 grudnia 2023 16:00 CET | Bułgaria · Zheleva 85' · Rasina 90+5' | 2:2(0:1)Raport | Macedonia Północna · 11' Rochi · 62' Maksuti | Stadion Narodowy im. Wasiła Lewskiego, Sofia Widzów: 252 Sędzia: Victoria Beyer |
|                          |                                       |                |                                              |                                                                                 |

## Strzelczynie

### 3 gole
- Ereleta Memeti

### 2 gole
- Donjeta Halilaj
- Valentina Metaj

### 1 gol
- Dimitra Ivanova
- Polina Rasina
- Yoana Stankova
- Leonora Zheleva
- Kaltrina Biqkaj
- Valentina Limani
- Modesta Uka
- Olivera Cokleska
- Ulza Maksuti
- Gentjana Rochi